# خور الزبير

ترسيم لجنة الحدود العراقية الكويتية لقناة خور الزبير سنة 1993

خور الزبير هو خور ضيّق في محافظة البصرة بين قضاء الفاو وقضاء أبو الخصيب من الشرق، وقضاء الزبير من الغرب في جنوب العراق، طوله 40 كيلومتراً، وعرضه 700 متر، وأعمق قاع فيه 15 متراً، يبدأ ماؤه جنوباً عند التقائه بخور عبد الله في  الخليج العربي حيث يبدأ الشريط الساحلي البحري العراقي شرقاً مقابل الساحل الكويتي غرباً، وينتهي ماؤه شمالاً مكوناً حوضاً يشبه الكفّ، يجتمع فيه ماء البحر المالح بسبب المدّ من الخليج العربي، في خور الزبير ميناءان عراقيان، ميناء خور الزبير وميناء أم قصر، المسافة بينهما 20 كيلومتراً، كانت السفن الداخلة في سنة 2012 عددها 523 سفينة، فيها 4088677 طناً من البضائع، خور الزبير هو موضع حدودي حيث خط الحدود البحرية أو المنطقة المغمورة من ملتقى خور الزبير وخور عبد الله إلى الطرف الشرقي لخور عبد الله، معنى ملتقى خور الزبير مع خور عبد الله هو نقطة تلاقي الثالوك في خور الزبير مع ثالوك الفرع الشمالي الغربي من خور عبد الله المعروف باسم خور شيطانة، قالت سوسن صبيح حمدان في كتابها (الملاحة في خور عبد الله واتفاقيه الادارة المشتركة العراقية ــ الكويتية) "يُعد خور عبد الله هو المدخل الوحيد إلى موانئ أم قصر وخور الزبير وهو قناة ضيقة وضحلة تنتشر فيها المستنقعات والسطوح الملحية، وبهذا لا يمكن استخدامه كمدخل إلى العراق إلا بالحفر المستمر للقناة التي تتوسط هذا الخور".

## الملوحة
تتفاوت درجة ملوحة الخور بحسب ما يصل إليه من ماء شط البصرة من الشمال، قالت حلا العبادي وعلي المالكي في بحثهما (دراسة الخصائص لترب شط العرب شرقاً وخور الزبير غرباً) "نظراً لحصول تغيرات كبيرة في مناسيب المياه الواردة لشط العرب من نهري دجلة والفرات وخور الزبير من المصب العام حيث أدّى ذلك حصول تقدم في جبهة المد الملحي في أعمدة المائية لكلا القناتين تجاوزت بعضها الحدود الإدارية لمدينة البصرة شمالاً". وقال محمد طارق الكاتب مدير الموانئ العراقية "وقد أنُشئ ناظم على مسافة 22 كليومتراً من المنبع وذلك في المنطقة الواقعة بين تقاطع شط البصرة مع طريق البصرة-الزبير لمنع مياه خور الزبير المالحة من التسرب إلى أعالي الشط".

## مشتملات خور الزبير
- جزيرة حجام: جزيرة عراقية صغيرة في مدخل خور الزبير،[11] قالت أحلام أحمد في كتابه (ميناء مبارك وانعكاساته على العلاقات العراقية – الكويتية) "كمية النفط والغاز الطبيعي الهائلة غير المستثمرة في السيبة وجزيرة حجام التي تمثل مدخل خور الزبير.[12]

مدخل خور الزبير".

## حدود دولية
عيّنَ مجلس الأمن لجنة لترسيم الحدود بين جمهورية العراق ودولة الكويت، اسمها لجنة تخطيط الحدود، فقدّمت اللجنة تقريرها ووافق عليه مجلس الأمن، تضمن التقرير وفقاً للمذكور في موسوعة المقاتل:
- طول خط المياه الأدنى في خور الزبير في الأراضي العراقية، ثم يمتد خط الوسط في خور شيطانة وخور عبد الله.
- أن تلتقي الحدود جنوب أم قصر في الموقع الذي يتقاطع عنده الخط الحدودي المبيّن على خريطة 1، 5549 من سلسلة (1990) Eddition2، K7311 المعدّة من قبل المساحة العسكرية في المملكة المتحدة مع الشاطئ الغربي لخور الزبير.
- إن ملتقى خور الزبير وخور عبد الله هو أفضل موقع أمكنَ تحديدُهُ في فترة 1932، وحُوّلَ إلى خرائط حديثة باستخدام التصوير الفوتغرافي العمودي من قبل اللجنة
- أن يكون خط الحدود من النقطة الواقعة جنوب أم قصر على الساحل ثابتاً وأن يتبع خط ينابيع المياه المنخفضة حتى النقطة المقابلة مباشرة والأقرب إلى ملتقى خور الزبير وخور عبد الله.
- تعيين خط الحدود في خور الزبير بإحداثيات جغرافية تحددت بالتصوير المساحي الضوئي باستخدام الصور الفوتغرافية ذات الألوان غير المموهة بالأشعة تحت الحمراء وأثناء الدورة الميدانية النهائية، وُضع عمود مؤشر معدّل على الحد الفاصل بين العمود الرقم 106 وخط ينابيع المياه المنخفضة ووضعت لوحات على حواجز المياه التي يمتد خط ينابيه المياه المنخفضة تحتها ووضعت علامة مقابلة عند الطرف الجنوبي للحاجز الحجري للواجهة جنوب حاجز المياه الواقع في أقصى الجنوب ووضع كذلك عمودان مؤشران يحددان بصورة فريدة الاتجاه بين النقطة الأخيرة الواقعة على خط ينابيع المياه المنخفضة وملتى الخورين وتصبا ثلاثة شواهد بالقرب منها.[13]